# Edge (videojuego)
Edge es un juego de plataformas y rompecabezas desarrollado por Mobigame para dispositivos iOS. Originalmente lanzado en la tienda de aplicaciones de iTunes en diciembre de 2008, se eliminó y se volvió a agregar a la tienda varias veces debido a una disputa de marca comercial con Tim Langdell de Edge Games, en relación con el uso de la palabra "Edge" en el título. Esto provocó que el juego fuera lanzado brevemente como Edge by Mobigame y Edgy, antes de finalmente regresar a la App Store con su nombre original en enero de 2010. El juego fue lanzado en múltiples plataformas, incluyendo PlayStation Network, PC en Steam, Android, Wii U y Nintendo 3DS. Fue lanzado en Steam en agosto de 2011 por el editor Two Tribes.
Edge obtuvo una recepción positiva y recibió varios premios, incluido el Premio Milthon al Mejor Juego Móvil, dos categorías para el 5.º Premio Internacional de Juegos y nominado a tres categorías para el Festival de Juegos Independientes. Se lanzó una expansión llamada Edge Extended con nuevos niveles, nueva música y un nuevo motor 3D. Esta expansión se lanzó por separado como una aplicación independiente para teléfonos inteligentes e incluida en la mayoría de los puertos del juego original.

## Jugabilidad

Jugabilidad de Edge en iOS

En Edge, el objetivo es guiar un cubo en un nivel de laberinto isométrico hacia la meta. Los niveles se componen de varias plataformas y bloques y están acompañados por un mapa con una perspectiva de arriba hacia abajo. Después de completar un nivel, al jugador se le asigna un rango basado en su desempeño. El rango se ve afectado por la rapidez con la que se completa el nivel, cuántos prismas se obtienen y cuántas veces el cubo se cae del mapa. El jugador puede reducir el tiempo haciendo que el cubo se cuelgue en los bordes y salientes del mapa. El jugador puede hacer que el cubo trepe por los escalones. Al balancear el cubo a lo largo del borde de una pared o espacio, el jugador puede colgar ciertos bordes para cruzar espacios grandes. Además de arrastrar a través de la escena, el juego puede controlarse mediante teclas en pantalla o mediante el acelerómetro que detecta la inclinación del iPhone. Ciertas áreas causarán que el cubo se encoja, lo que le permite encajar en huecos más pequeños y escalar paredes altas. Recolectar todos los prismas en un nivel y eliminarlos rápidamente le otorga a los jugadores un rango S.
Hay 48 niveles (los tres últimos niveles se desbloquean tomando todos los prismas de los 45 niveles anteriores) recolectando prismas de colores arrastrando el dedo a través de una pantalla táctil (o usando controles analógicos en PC y Wii U), teniendo cuidado de no caerse fuera de los caminos. Si se completan los 48 niveles, se desbloquea un nuevo modo Turbo que hace que los niveles se muevan a un ritmo más rápido. Edge Extended tiene 48 nuevos niveles. El modo turbo se reemplaza con el modo fantasma. En el modo Fantasma, una vez completados todos los niveles, los jugadores podrán competir contra su juego anterior en forma de un cubo fantasma. Edge Extended también agrega una nueva característica de Dark Cube. El cubo oscuro está controlado por la IA y se mueve a lo largo del nivel, incluso presionando los interruptores.

## Desarrollo
Edge fue desarrollado por un equipo de dos hombres: David Papazian y Matthieu Malot, conocidos colectivamente como Mobigame. El concepto de un juego basado en un cubo rodante fue concebido por Malot en 2004. El desarrollo comenzó en 2006. Papazian programó el juego y Malot se desempeñó como artista y diseñador de juegos. La música fue compuesta por Romain Gauthier, Simon Périn, Richard Malot, Jérémie Périn y Malot. La intención inicial del equipo era desarrollar un juego dedicado a plataformas móviles. Después de su lanzamiento inicial, Mobigame contemplaba agregar soporte para teclado y controlador joypad. Aumentaron la cantidad de niveles de 26 a 46 en pocos meses con actualizaciones gratuitas. Poco después de que el juego regresara a la App Store de Apple, el juego recibió una actualización que agregaba gráficos Retina Display y compatibilidad universal para el iPad.
Una expansión independiente, Edge Extended, se lanzó como una aplicación separada y estaba destinada a ser una extensión del original. A diferencia de la versión anterior de Edge, que utiliza un sofisticado motor 2D para parecerse a la representación en 3D, Edge Extended utiliza un nuevo motor gráfico en 3D optimizado para la pantalla Retina y suavizado multisample en el iPad 2. Jérémie Torton fue contratado como un nuevo diseñador de niveles para el juego. En 2013, tanto Edge como Edge Extended se actualizaron con soporte de pantalla ancha.
Two Tribes desarrolló las versiones Steam, Humble Bundle, Wii U y codesarrolló la versión Nintendo 3DS con Cosmigo. Two Tribes convirtió los controles de inclinación y toque del original en controles de teclado y palanca analógica. Además, Two Tribes había diseñado y agregado niveles de bonificación, nuevos logros y nuevas tablas de clasificación para cada nivel, incluido el uso de sombreadores y antialias, lo que permite a los jugadores modificar la resolución. Las versiones de Wii U y 3DS utilizan suavizado y contienen los niveles originales, así como los niveles de Edge Extended y los niveles de bonificación incluidos en la versión de Steam.

### Lanzamiento
Edge lanzado en diciembre de 2008 y relanzado el 7 de octubre de 2009 en iOS. Edge Extended fue lanzado el 25 de agosto de 2011 en iOS y Android. El juego original fue portado a la PlayStation Network como minis de PlayStation en las regiones PAL el 2 de diciembre de 2010 y el 20 de septiembre de 2011 en América del Norte. La versión de Steam se lanzó el 11 de agosto de 2011. La versión de Android se lanzó el 3 de febrero de 2012, como parte del primer Android Humble Indie Bundle. Edge Extended fue portado a Steam como DLC al primer juego el 28 de agosto de 2011. La versión de Wii U se lanzó el 21 de noviembre de 2013 y el 26 de diciembre de 2013 para la versión 3DS.
Una banda sonora original, "Edge - Sweet Music From The Game", fue lanzada el 13 de marzo de 2009.

## Disputa de marca
En mayo de 2009, el juego fue retirado de la App Store en relación con una disputa de marca comercial con Tim Langdell de Edge Games. Esta es una de las varias disputas que Langdell había hecho sobre su aparente titularidad de la marca registrada para la palabra "edge". El jefe de Mobigame, David Papazian, no logró negociar con Langdell, quien insistió en recibir ingresos del juego mientras estaba a la venta. Los abogados de Mobigame disputaron que las marcas comerciales de Langdell sobre la palabra "edge" eran exigibles contra ellos, un comentario que Langdell negó en una carta abierta. Esta refutación fue considerada falsa por los abogados de Mobigame, quienes dijeron que están reuniendo evidencia para demostrar que las comunicaciones de Edge Games, en su refutación, no se produjeron.
Si bien no se llegó a un acuerdo entre Mobigame y Langdell, el 7 de octubre de 2009, el juego fue colocado nuevamente en la App Store, bajo el título Edge by Mobigame, que fue aprobado por Apple. Hablando con Kotaku, Papazian dijo, "en el aspecto legal, [Langdell] no puede reclamar nada contra Edge de Mobigame y Apple lo sabe, por lo que esperamos que todo esté bien ahora". Sin embargo, el 26 de noviembre de 2009 se retiró nuevamente. Un representante de Edge Games sin nombre declaró que "Agregar 'por Mobigame' estaba decidido a no evitar la infracción". El 1 de diciembre de 2009, el juego regresó a la App Store con el nombre Edgy, pero Mobigame pronto lo eliminó por temor a que Langdell usara el precedente legal en su batalla legal contra EA. A partir del 8 de enero de 2010, el juego estaba disponible solo en países distintos de los Estados Unidos y el Reino Unido con el nombre EDGE. El 9 de mayo de 2010, el juego regresó a la tienda iTunes americana bajo el nombre original.

## Recepción
| Videojuego    | GameRankings                                    | Metacritic                  |
| ------------- | ----------------------------------------------- | --------------------------- |
| Edge          | 87.5% (iOS) 85% (PSP) 73.33% (PC) 79.29% (WiiU) | - 74/100 (PC) 79/100 (WiiU) |
| Edge Extended | 94.29% (iOS)                                    | 91/100 (iOS)                |

El juego fue generalmente bien recibido por los críticos, aunque en diferentes grados según la plataforma. Gamezebo le dio a la versión original de iOS una puntuación perfecta de 5 de 5 estrellas y describió el juego como "inmediatamente accesible, atractivo, desafiante en ráfagas cortas y estéticamente completo en presentación y animación". Slide to Play elogió la presentación visual y la banda sonora, sin embargo criticó las opciones de control debido a que algunos esquemas de control funcionan mejor en ciertas circunstancias y la incapacidad de cambiar los esquemas de control a mitad del juego. 148Apps le dio al juego una puntuación general de 4.5 de 5 estrellas y destacó los niveles específicamente, describiéndolos como "patios de recreo masivos, aunque en los que fallar en un swingset podría resultar en tu fallecimiento". Pocket Gamer calificó el juego 9 de cada 10 y le otorgó el PG Gold Award. Pocket Gamer resumió, "Edge es el tipo de título de iPhone donde el estilo y la sustancia se unen, creando un rompecabezas de cambios de bloques que es tan increíble como asombroso" Kotaku en particular elogió la música del juego, indicando "Esta es la mejor banda sonora de cualquier juego de iPhone, punto. La combinación electrónica es pensativa, relajante, enérgica, misteriosa, en resumen, perfectamente adaptada al tono de sus sondeos actuales".
Para la expansión, Edge Extended, también se recibió con gran elogio. La versión de iOS recibió una puntuación de 91/100 del sitio web agregado de Metacritic, basado en un total de 10 revisiones, que indican "aclamación universal". TouchArcade le dio al juego una puntuación perfecta, y lo elogió por ser "un juego increíblemente divertido" y un "juego de plataforma brillante". Pocket Gamer calificó la expansión con la misma calificación que el título anterior y también le otorgó el Premio de Oro PG que indica que "Mobigame ha logrado, una vez más, fusionar un juego de rompecabezas agradable y un juego de plataformas de ritmo perfecto. A esto se le suma la ejecución perfecta. es un estilo artístico maravilloso y es difícil dejar de verter elogios en Edge Extended ". Apple 'N' Apps calificó el juego con 4.5 de 5 y elogió los nuevos niveles, declarando:" El modo de juego es simplemente extraordinario mientras maniobras a través de tales "Niveles interesantes, con múltiples obstáculos en cada turno. La complejidad surge de no tener límites en la creación de niveles porque estás en un mundo abierto en cubos".
El lanzamiento de Wii U del juego recibió una puntuación de 79/100 de Metacritic, de un total de 9 revisiones, que indican "revisiones generalmente favorables". Nintendo World Report también disfrutó de la jugabilidad, calificándola de "adictiva", pero tuvo algunas quejas menores con los controles del juego y el punto de vista isométrico. El lanzamiento para PC recibió una puntuación de 74/100 de Metacritic, basado en 12 revisiones. GameSpot destacó los gráficos minimalistas del juego para crear una atmósfera única para el juego, y concluyó que "las imágenes minimalistas y la banda sonora retro hacen que la experiencia sea más atmosférica que un montón de bloques que flotan en el espacio". Edge no es un juego complejo: se centra en el movimiento en lugar de resolver problemas y hay momentos en que los controles no se sienten tan nítidos como deberían, pero el precio de la entrada es relativamente barato, de unos siete dólares, y las pocas horas que pasa conduciendo su cubo en el Edge son agradables".
Además de las revisiones de juegos, el juego también recibió el Premio Milthon al Mejor Juego Móvil en el Festival de Juegos de París en 2008, así como la categoría de "Excelencia en el Juego" y el "Premio de Operación del Operador" en la 5.ª edición de los Premios Internacionales de Juegos Móviles. Fue nominado para "IGF Mobile Best Game", "Audio Achievement" y "Best iPhone Game" en el Independent Games Festival de 2009 y ha sido calificado como uno de los 30 "Juegos favoritos" de Apple en el primer cumpleaños de la App Store. Edge apareció en la edición 2010 del libro 1001 videojuegos a los que hay que jugar antes de morir. El juego también apareció en la revista Edge como uno de los 50 mejores juegos de iPhone.